# Diaphus arabicus
Diaphus arabicus är en fiskart som beskrevs av Nafpaktitis, 1978. Diaphus arabicus ingår i släktet Diaphus och familjen prickfiskar. Inga underarter finns listade i Catalogue of Life.